# Syllepte mesoleucalis
Syllepte mesoleucalis là một loài bướm đêm trong họ Crambidae.